# Georg Friedrich Rebmann

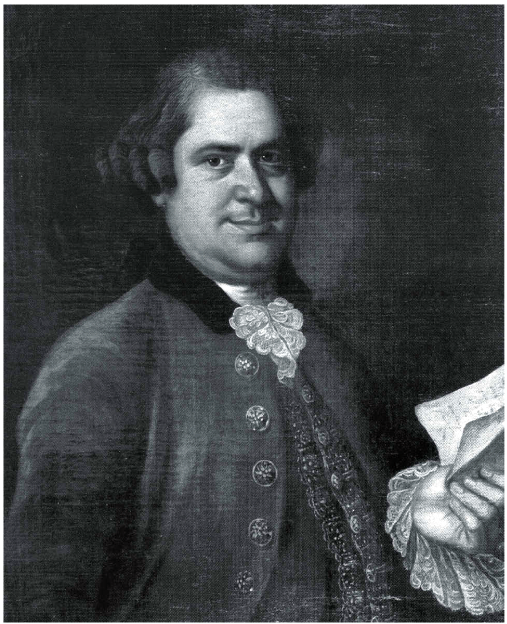
Georg Friedrich Rebmann, Präsident des Appellationsgerichtes Zweibrücken

Johann Andreas Georg Friedrich Rebmann (* 24. November 1768 in Sugenheim/Franken; † 16. September 1824 in Wiesbaden) war ein deutscher Jurist und Publizist zur Zeit der Französischen Revolution. Er veröffentlichte viele seiner Texte anonym, gelegentlich auch unter einem Pseudonym, z. B. Anselmus Rabiosus der Jüngere.

## Leben
Der Vater, ein ehrgeiziger, aber auch pedantischer Mann, hatte sich aus kleinen Verhältnissen zum Sekretär bei den Ritterschaften des Steigerwaldes emporgearbeitet; die Söhne sollten den Aufstieg der Familie durch ein Studium fortsetzen. Georg Friedrich besuchte seit 1785 die Universität Erlangen, der Stadt, wo die Familie mittlerweile lebte. Er studierte Rechtswissenschaften. Nach einer Duellaffäre wich er 1787 nach Jena aus, wo er zwei Jahre später seine Prüfungen ablegte. Nach Erlangen zurückgekehrt, tauchte er noch einmal in das Studentenleben ein, verließ aber nach neuen Konflikten 1791 seine fränkische Heimat und reiste über Berlin nach Dresden.
Bald danach erschienen Rebmanns Briefe über Erlangen, in denen die Hochschuleinrichtungen, die Arbeit der Professoren und das Studentenleben kritisch beleuchtet werden. Der Verkaufserfolg, aber auch die Empörung vor allem in Erlangen zeigten, dass der Autor einige wunde Stellen berührt hatte. Rebmann verfasste bald darauf eine ähnliche Schrift über seinen zweiten Studienort Jena.
Der Jurist erkannte in dieser Zeit, dass er sich auch als Schriftsteller und Journalist durchbringen konnte. Er schrieb in der Folgezeit Reiseberichte in Form von Briefen, in denen er seine Beobachtungen in verschiedenen deutschen Staaten und Städten verarbeitete, und daneben satirische Texte. So nahm er den altbekannten Stoff der Schildbürgerstreiche auf, die er mit Kommentaren zur Zeitsituation anreicherte. In Hans Kiekindiewelts Reisen werden (eng angelehnt an verschiedene literarische Vorlagen, zum Beispiel von Voltaire), die Erlebnisse eines jungen Mannes geschildert, der zusammen mit einem aufgeklärten Begleiter durch verschiedene europäische und asiatische Länder reist, dann versklavt und nach Afrika verkauft wird, schließlich aber als freier Mann in den USA seine Zelte aufschlägt, in deren demokratischer Gesellschaft er sein Lebensglück findet. Die Einheit der Erzählung liegt nicht in der Handlung mit ihren bunt aneinander gereihten Erlebnissen und Erfahrungen, sondern im durchgehenden Gegensatz von Aufklärung und rückständigen Lebensverhältnissen. Despotie, Standesunterschiede, religiöser Wunderglaube und Fanatismus stehen im Zentrum der satirisch vorgetragenen Kritik. Damit steht Rebmann im breiten Strom aufklärerischen Denkens; er vertritt die Ideen, die am Anfang der Französischen Revolution standen, sucht aber den Ausgleich mit den deutschen Fürsten und setzt auf vernunftgeleitete Politik und Reformen von oben.
Nachdem Rebmann eine Rede von Robespierre gegen den Krieg übersetzt und veröffentlicht hatte, begann die Hetze gegen den angeblichen Jakobiner. Dieser verließ bald darauf Dresden, wurde aus Dessau ausgewiesen und lässt sich in Erfurt nieder (1794), wo er zusammen mit einem Buchhändler einen Verlag gründete und gab das Neue graue Ungeheuer heraus, eine politische Zeitschrift, die ihn in ganz Deutschland bekannt machte. Dort erschien unter anderem ein Artikel, der sich in scharfer Form gegen die Verfolgung und Misshandlung der Mainzer Jakobiner durch preußische Truppen und durch den Mainzer Fürstbischof richtete. Zwar stand der Autor Rebmann der gelenkten, autoritären „Demokratie“ der Mainzer Republik recht reserviert gegenüber, aber den Verfolgten galt seine Solidarität. Dieses mutige Eintreten für Menschenrechte brachte ihm einen Haftbefehl ein (Erfurt gehörte zum Herrschaftsbereich des Mainzer Kurstaats), dem er sich Ende 1795 nur durch überstürzte Flucht entziehen konnte. Für einige Zeit kam er in Altona unter. Seine politischen Positionen verschärften sich nun allmählich. Anders als sehr viele Deutsche, die den Beginn der Revolution begeistert gefeiert hatten, dann aber der Republik den Rücken kehrten, bekannte Rebmann sich nun offen zur republikanischen Staatsform, lehnte allerdings die Schreckensherrschaft der französischen Jakobiner weiterhin ab, ja er sah diese im Dienst gegenrevolutionärer Bestrebungen in und außerhalb Frankreichs.
1796 begab sich Rebmann nach Paris, wo er sich 15 Monate aufhielt. Die Ernüchterung blieb nicht aus. Er sah die Ideale der Revolution vergessen und verraten, stattdessen Streben nach Macht und Gier nach Reichtum, Vetternwirtschaft und Ämterkauf, dazu das Vordringen von Kräften, die die Monarchie erneut einsetzen und die geistige Macht der Kirche wieder stärken wollten. „Ich glaubte ins Heiligtum der Freiheit zu treten und trat – in ihr Bordell.“
In literarischen Briefen über seine Reise nach Frankreich sowie über Paris legte Rebmann seine Ansichten zum Stand der Revolution dar. Überzeugte Republikaner erkannte er nur noch in den unteren städtischen Schichten, die von der Revolution am wenigsten profitiert hatten. Jetzt begann er sich auch mit den Konzepten und Zielen der Jakobiner näher zu befassen, betrachtete die jakobinische Bewegung aber eher als vorübergehenden Bündnispartner in Krisensituationen der Republik; seine eigentliche Sympathie galt weiterhin der (ehemaligen) Gironde.
In der Forschungsliteratur wird Rebmann häufig als Jakobiner bezeichnet. Das kann allenfalls für seine kurze Pariser Zeit gelten und auch da nur in sehr eingeschränkter Weise, da sein Verhältnis zum Jakobinismus letztlich gebrochen blieb, er sich auch nicht für das allgemeine Wahlrecht (von Männern) aussprach; zwar wolle er die Massen sozial heben, sie aber politisch nicht an die Macht bringen, denn er fürchtete, dass ihre Urteile und Handlungen zu unkontrolliert vom Gefühl geleitet wurden.
Gedankenspiele Rebmanns mit einer deutschen Revolution beruhen auf irrigen Voraussetzungen, auch blieb seine Position hier sehr schwankend, da er der Bereitschaft seiner Landsleute zu einer Erhebung selber nicht recht traute. Seine Hoffnung, unter dem Schutz französischer Revolutionstruppen könne in den linksrheinischen Regionen eine Republik Cisrhenanien entstehen, erfüllte sich nicht, da Frankreich die Gebiete kurzerhand annektierte.
Ende 1797, faktisch 1798 wurde Rebmann im nunmehr französischen Mainz als Richter eingesetzt. 1800 erhielt er eine Stelle am Revisionsgericht in Trier, 1803 wurde er Vorsitzender der Strafkammer in Mainz und 1811 kehrte er als Präsident des Berufungsgerichtshofs nach Trier zurück. Seine Tätigkeit trug ihm hohes Ansehen ein, nicht zuletzt wegen seiner sicheren Prozessführung gegen die so genannte Schinderhannes-Bande (1803), die ihm den Orden der Ehrenlegion durch Bonaparte eintrug. Im gleichen Jahr heiratete er Katharina Runten, die er über ihren Bruder, einen Trierer Anwalt, kennengelernt hatte.
Nur noch gelegentlich schrieb Rebmann politische Artikel. Besonders setzte er sich gegenüber den Behörden dafür ein, in den neuen französischen Departements Deutsch als Amtssprache zuzulassen. Hatte er den General und später den 1. Konsul Bonaparte als „Held“ mit starker und zugleich ruhiger Hand gerühmt, stand er dem napoleonischen Kaisertum ablehnend gegenüber. In dieser neuen Diktatur sah er die Ideen der Revolution entehrt. Seinen Beruf allerdings konnte er auch unter dem Kaisertum mit Überzeugung ausüben, da er das moderne französische Gerichtswesen mit Geschworenen und öffentlicher Verhandlung als Frucht der Revolution und Fortschritt im Sinn der Aufklärung betrachtete.
Nach dem Sturz Napoleons wurde die Rheinpfalz an Bayern angeschlossen. Rebmann gelang es aufgrund seines hervorragenden Rufs als Jurist, trotz seiner früher geäußerten radikalen Ansichten, in den bayerischen Staatsdienst übernommen zu werden. Seine Sympathie für den ehemaligen Rheinbundstaat, der in den vorhergegangenen Jahren tiefgreifende Reformen durchgeführt hatte, machte er auch publizistisch offenbar; unzweideutig äußerte er sich gegen den beginnenden restaurativen Kurs der preußischen Politik und gegen rückwärtsgewandte politische Mittelalter-Schwärmerei. Stattdessen setzte er auf eine Weiterführung der politischen und gesellschaftlichen Liberalisierung und auf eine Verfassung, die der Bildungsschicht Mitwirkungsrechte im Staat einräumte.
Die wenigen überlieferten Äußerungen aus seinen letzten Lebensjahren lassen erkennen, dass Rebmann die Entwicklung im Deutschen Bund, die in die entgegengesetzte Richtung führte (Karlsbader Beschlüsse), entschieden abgelehnt und mit tiefem Pessimismus beantwortet hat. Zudem verschlechterte sich sein schon von früh an kränkelnder Zustand immer mehr; schließlich war er von zunehmender Erblindung bedroht und nur noch begrenzt arbeitsfähig. Während einer Kur in Wiesbaden starb er im September 1824.
Bemerkenswert an Rebmann ist seine Treue zu den Grundsätzen der Aufklärung, die ihm bei allem Schwanken in strategischen Fragen lebenslang Orientierung gegeben haben. Seine Überzeugung war stets, dass die Menschen sich zunächst geistig – im Sinn zunehmender Vernunft – weiterentwickeln müssten, bevor die Verhältnisse in Gesellschaft und Staat nachhaltig verändert werden könnten. Er selber ist nie in politische Romantik abgeglitten wie etwa der ehemalige Jakobiner Joseph Görres oder wie Ernst Moritz Arndt. Als seinen legitimen Nachfolger im Fach des politischen Journalismus mag man Ludwig Börne betrachten, der in jenen Jahren zu schreiben begann, als Rebmann die Feder niederlegte.

## Werke
- Heinrich von Neideck. Ein romantisches Gemälde aus dem Mittelalter. Neue Auflage. Walchersche Buchhandlung, Erlangen 1793. (MDZ Reader)
- Apologie einer geheimen Gesellschaft edlerer Art gegen die Angriffe eines Ungenannten: nebst einigen Bemerkungen über geheime Verbindungen überhaupt, und die sogenannten schwarzen Brüder insbesondere / von I. Z. S. M. [Andreas Georg Friedrich von Rebmann] Frankfurt und Leipzig 1792. (Digitalisat)
- Empfindsame Reise nach Schilda. Heinsius, Leipzig 1793. (MDZ Reader)
- Hans Kiekindiewelts Reisen in alle vier Weltteile und den Mond. Hamburg 1795 (SSB Digitale Sammlungen)
- Briefe über Erlangen. Frankfurt und Leipzig 1792. (Band 1 Bavarica); (Band 2 Bavarica)
- Neuestes Manifest der Frankenrepublik an alle Völker der Welt 2 Bl., 44 S. Kartonage. (Dessau 1793/94). Höchst seltene erste deutsche Ausgabe der bedeutenden Rede Robespierres zur Außenpolitik der französischen Republik vom 18. November 1793, von Rebmann kongenial in dieser eminent politischen Übersetzung dem deutschen Publikum vorgestellt.
- Briefe über Jena. Frankfurt und Leipzig 1793. (MDZ Reader)
- Ludwig [Waghals]: Ein Gemählde menschlicher Sitten, Vorurtheile, Thorheiten, Laster & c, & c, in allen Himmelsstrichen. Seitenstück zu Hans Kiekindiewelts Reisen. Leipzig und Gera 1795. (Österreichische Nationalbibliothek)
- Vollständige Geschichte meiner Verfolgungen und meiner Leiden. Ein Beitrag zur Geschichte des deutschen Aristokratism. Nebst Thatsachen zur Regierung des jezzigen Churfürsten von Maynz, und politischen Wahrheiten. [Villaume], Amsterdam [i. e. Hamburg] 1796 (MDZ Reader)
- Das Ministerium der Hölle. 2 Hefte, Acherontia 1796. (Heft 1 MDZ Reader), (Heft 2 MDZ Reader)
- Frankreichs neueste Verhältnisse zum übrigen Europa. Eine Schrift, die die wichtigsten Aufschlüsse für den jetzigen Zeitpunkt enthält. 3. umgearb. Auf. Paris 1897. (MDZ Reader)
- Blick auf die vier neuen Departemente des linken Rheinufers. Koblenz und Trier 1802. (MDT Reader)
- Der revolutionäre Kalender, 1805
- Bescheidene doch freimütige Andeutung über Übertreibungen und Rückwirkungen mit besondrer Hinsicht auf Deutschland. Germanien [Mainz] 1815
- Andeutung einiger Forderungen an eine gute Strafrechtspflege . Mit besonderer Rücksicht auf mündlich-öffentliche Verhandlungen und auf Geschworne von einem Justizbeamten. Schellenberg, Wiesbaden 1819
- Georg Friedrich Rebmann. Werke und Briefe. 3 Bände. Hrsg. von Hedwig Voegt, Werner Greiling und Wolfgang Ritschel. Rütten & Loening, Berlin 1990. ISBN 3-352-00310-6; ISBN 3-352-00311-4; ISBN 3-352-00312-2
- Jena fängt an, mir zu gefallen. Stadt und Universität in Schriften und Briefen. Mit einem Anhang. Herausgegeben und mit einer Einleitung von Werner Greiling. Jena; Leipzig 1994 (Schriften zur Stadt-, Universitäts- und Studentengeschichte Jenas; 8).